# Park Joo-bong
Park Joo-bong (født 5. december 1964 i Imsil, Nord-Jeolla), er en sydkoreansk badmintonspiller som deltog i de olympiske lege 1992 i Barcelona og 1996 i Atlanta.
Park blev olympisk mester i badminton under Sommer-OL 1992 i Barcelona. Sammen med Kim Moon-soo vandt han doubleturneringen for mænd. I finalen besejrede de Eddy Hartono / Rudy Gunawan fra Indonesien.
Fire år senere, under sommer-OL 1996 i Atlanta, sammen med Ra Kyung-min vandt han en sølvmedalje i mixdouble. De tabte i finalen til deres landsmænd Gil Young-ah / Kim Dong-moon.